# Hermann Falck
Hermann Falck (* 23. August 1917 in Hannover; † 9. April 1943 in Brandenburg) war ein kaufmännischer Angestellter und Opfer des Nationalsozialismus.

## Leben
Hermann Falck wurde als Sohn eines Kunstsammlers in Hannover geboren. Er kam im Alter von acht Jahren mit seiner Familie nach Darmstadt, wo sein Vater Direktor bei der Hofstilmöbelfabrik Julius Glückert in Darmstadt war. Später machte sich der Vater selbständig und betrieb ein Antiquitätengeschäft in der Karlstraße 20. Hermann besuchte das Ludwig-Georgs-Gymnasium in Darmstadt und machte dort 1935 sein Abitur. Danach begann er eine kaufmännische Ausbildung bei der Firma E. Merck (Merck KGaA) in Darmstadt, die er nach zweieinhalb Jahren abschloss. Wegen seiner vielfältigen Sprachkenntnisse war er bei Merck auch in der Abteilung für Portugiesisch sprechende Länder eingesetzt – er beherrschte die englische, portugiesische, spanische, französische, lateinische, griechische, hebräische und italienische Sprache. Aufgrund seiner vielfältigen Sprachkenntnisse wurde er nach seiner Einberufung zum Kriegsdienst im Februar 1940 zu einer Dolmetschereinheit ins besetzte Frankreich nach Laon versetzt. Bedrückt über die sich verschärfende Kriegsführung und die Erlebnisse bei Verhören, die er als Dolmetscher miterlebte, vertraute er seine kritischen Gedanken über das NS-Regime seinem Tagebuch an. Dies vertraute er einer französischen Bekannten an, was zur Denunziation führte. Das Tagebuch mit den Eintragungen ist nicht erhalten; der genaue Wortlaut ist unbekannt. 
Hermann Falck wurde am 8. September 1942 verhaftet. Das Reichskriegsgericht verurteilte ihn am 16. Januar 1943 wegen „Wehrkraftzersetzung“ zum Tode. Er wurde am 9. April 1943 im Zuchthaus Brandenburg (Havel)-Görden hingerichtet. Das Gericht der Wehrmachtskommandantur Berlin teilte den Eltern am 5. Mai 1943 mit, dass „die Freigabe der Leiche Ihres Sohnes zur Beerdigung erst dann erfolgen (könne), wenn Sie sich verpflichten, die Bestattung ohne Feierlichkeiten, wie Aufbahrung, Predigt, Glockenläuten, Ministrantendienst, sowie alle sonstigen kirchlichen Ehrungen durchführen zu wollen“. Das Schreiben ist unterzeichnet von Dietz, Heeresjustizinspektor und Doenicke, Hauptmann, Heeresrichter kr. A. Nach Abgabe dieser Versicherung durch den Vater von Hermann Falck wurde die Leiche mit Schreiben vom 12. Mai 1943 freigegeben. Das Grab von Hermann Falck mit der Urne seiner Asche befand sich auf dem Alten Friedhof in Darmstadt. Das Grab wurde im Jahre 2001 aufgelöst.

## Ehrungen
- Am 2. Juni 2011 wurde in Darmstadt, Karlstraße 20, ein Stolperstein zu Ehren von Hermann Falck verlegt.
- Am 8. Januar 2014 wurde ein Gedenkstein für Hermann Falck beim Eingang des Alten Friedhofs in Darmstadt gesetzt.